# Kiến trúc mudejar ở Aragon
Kiến trúc mudejar ở Aragon gồm 10 công trình xây dựng theo lối kiến trúc của người Mudéjar tại vùng Aragon, Tây Ban Nha. Các công trình kiến trúc này đã được UNESCO công nhận là di sản thế giới. Tên ban đầu của di sản này là Mudejar Architecture of Teruel (Kiến trúc mudejar ở Teruel) và chỉ gồm 4 nhà thờ ở thành phố Teruel, được công nhận là di sản thế giới năm 1986, tại khóa họp thứ 10 là: Nhà thờ chính tòa Santa María de Mediavilla, Nhà thờ San Pedro, Nhà thờ San Martín và nhà thờ Saviour.
Trong thập biên 1990, các cư dân của Zaragoza nhận xét rằng còn nhiều công trình xây dựng theo kiểu kiến trúc mudejar khác trong vùng Aragon cũng xứng đáng được công nhận là di sản thế giới. Vì vậy năm 2001, di sản này đã được mở rộng thêm 6 công trình xây dựng nữa trong tỉnh Zaragoza, và được đặt tên lại như trên.
Các công trình xây dựng được thêm vào danh sách di sản thế giới này là: Nhà thờ Santa María ở Calatayud, Santa Tecla ở Cervera de la Cañada, Santa María ở Tobed, Dinh Aljafería, Nhà thờ San Pablo, và Nhà thờ chính tòa La Seo ở Zaragoza.

## Di sản thế giới

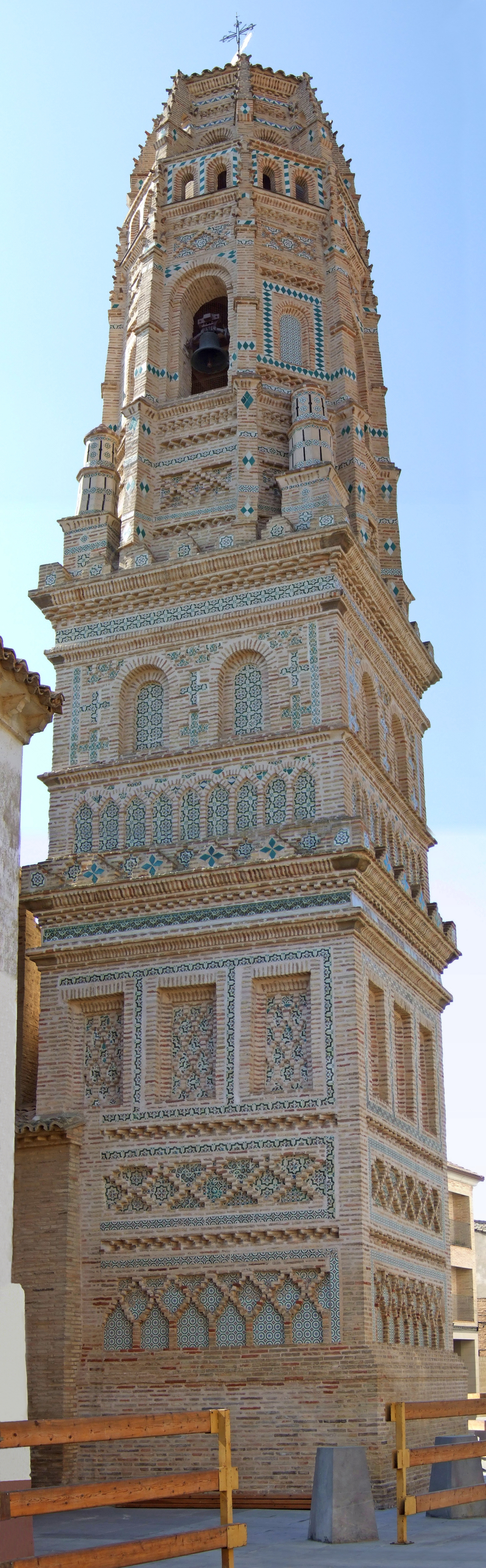
Tháp nhà thờ Utebo.

Năm 1986, Tổ chức Giáo dục, Khoa học và Văn hóa Liên Hợp Quốc công nhận toàn bộ khu phức hợp Mudejar của Teruel là Di sản thế giới, và được mở rộng năm 2001 bao gồm các di tích Mudejar Aragon:
| Mã      | Tên                                          | Địa điểm             | Năm  |
| ------- | -------------------------------------------- | -------------------- | ---- |
| 378-001 | Nhà thờ Teruel                               | Teruel               | 1986 |
| 378-002 | Nhà thờ San Pedro, Teruel                    | Teruel               | 1986 |
| 378-003 | Torre de San Martín                          | Teruel               | 1986 |
| 378-004 | Nhà thờ Salvador, Teruel                     | Teruel               | 1986 |
| 378-005 | Colegiata de Santa María (Calatayud)         | Calatayud            | 2001 |
| 378-006 | Iglesia de Santa Tecla, Cervera de la Cañada | Cervera de la Cañada | 2001 |
| 378-007 | Iglesia de Santa María, Tobed                | Tobed                | 2001 |
| 378-008 | Aljafería                                    | Zaragoza             | 2001 |
| 378-009 | San Pablo (Zaragoza)                         | Zaragoza             | 2001 |
| 378-010 | Nhà thờ La Seo                               | Zaragoza             | 2001 |